# Machine Sazi Tabriz Football Club

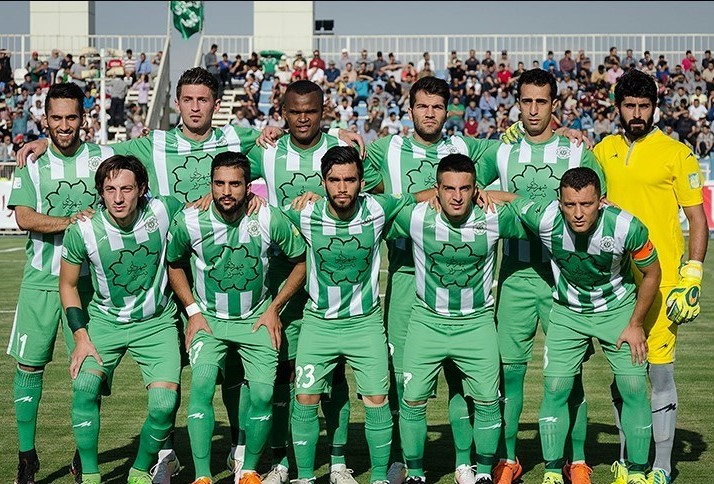
Una formazione del Machine Sazi nel 2016.

Il Machine Sazi Tabriz Football Club (in persiano نادي ماشين سازي تبريز لكرة القدم‎), noto come Machine Sazi, è una società calcistica iraniana con sede a Tabriz. Milita nella Lega Azadegan, la seconda divisione del campionato iraniano di calcio.
Fondato nel 1969, è il più antico club calcistico dell'Iran nord-occidentale. Ha vinto un campionato di terza serie e 6 campionati di Tabriz.
Disputa le partite casalinghe allo stadio Shahid Qasem Soleimani di Tabriz, impianto da 12 000 posti.

## Storia
Nel 1969 l'azienda di produzione di macchine Machine Sazi Tabriz, abbreviata in MST, decise di creare un club calcistico di nome Machine Sazi, prendendo a modello la Torpedo Mosca. Nel 1970 la squadra giocò la sua prima partita ufficiale e in un paio d'anni divenne il club più sostenuto dai tifosi del circondario di Tabriz.
Nel 1973 il club fu tra i primi partecipanti alla Coppa del Trono di Jamshid, che disputò sino al 1977.
Con lo scoppio della rivoluzione iraniana alla fine degli anni '70, la squadra conobbe, come le altre compagini del paese, un periodo di attività calcistica limitata. Nel 1980 iniziò a competere nel neo-costituito campionato di Tabriz e nella Coppa Hazfi di Tabriz. Negli anni '80 vinse per sei volte il campionato di Tabriz, ottenendo anche due secondi posti, e 6 Coppe Hazfi di Tabriz.
Nel 2001, con la riforma del calcio iraniano in senso professionistico, la squadra fu iscritta alla Lega Azadegan, la seconda serie nazionale. Retrocesso in terza serie nel 2009 e oberato da gravi problemi finanziari, il 25 aprile 2009 il club fu acquistato dall'uomo d'affari Shahram Dabiri, che nel 2011, rilevando il titolo sportivo di un club scomparso, riuscì a riportare il club in seconda serie. Al terzo posto del 2012 fece seguito un'annata negativa, terminata con la retrocessione in Seconda Divisione, la terza serie, nel 2013.
Nel 2014, dopo una stagione deludente, il club fu rilevato dal Comune di Tabriz, che affidò la presidenza del sodalizio a Gholamreza Baghabadi. Nel giugno 2015 il Machine Tabriz rimpiazzò lo Shahrdari Tabriz nella Lega Azadegan 2015-2016, come rappresentante dell'Azerbaigian Orientale. Nell'inverno del 2015 fu nominato allenatore Rasoul Khatibi, che il 10 maggio 2016 centrò la promozione in massima serie, riportando il club in massima divisione dopo diciannove anni di assenza. Nel 2016-2017 il club, passato al tecnico Farhad Kazemi a stagione in corso, retrocesse in seconda serie a causa dell'ultimo posto in classifica. Quindicesimo classificato in Lega Azadegan nel 2017-2018, nell'estate del 2018 fu ripescato in massima serie al posto del Gostaresh Foulad. Ultimo classificato al termine della stagione 2020-2021, retrocesse in seconda divisione.

## Organico

### Rosa 2020-2021
Aggiornata al 29 luglio 2020.
| N. |                 | Ruolo | Calciatore               |
| -- | --------------- | ----- | ------------------------ |
| 1  | Iran (bandiera) | P     | Mehdi Eslami             |
| 2  | Iran (bandiera) | D     | Vahid Nemati             |
| 3  | Iran (bandiera) | D     | Mehdi Rostami            |
| 5  | Iran (bandiera) | D     | Sirous Sadeghian         |
| 6  | Iran (bandiera) | C     | Iman Basafa              |
| 7  | Iran (bandiera) | A     | Akbar Afaghi             |
| 8  | Iran (bandiera) | C     | Farshad Asadi            |
| 9  | Iran (bandiera) | C     | Mehdi Momeni             |
| 10 | Iran (bandiera) | A     | Peyman Babaei            |
| 11 | Iran (bandiera) | A     | Bahman Salari            |
| 13 | Iran (bandiera) | D     | Abolfazl Razzaghpour     |
| 14 | Iran (bandiera) | C     | Mansour Bagheri          |
| 16 | Iran (bandiera) | C     | Alireza Mostafaei        |
| 17 | Iran (bandiera) | C     | Davoud Shahvaroughi      |
| 21 | Iran (bandiera) | D     | Asghar Nasiri            |
| 23 | Iran (bandiera) | P     | Mohammad Bagher Sadeghi  |
| 24 | Iran (bandiera) | D     | Mohammad Sohrabnejad U21 |

| N. |                 | Ruolo | Calciatore              |
| -- | --------------- | ----- | ----------------------- |
| 27 | Iran (bandiera) | A     | Reza Karimi U23         |
| 28 | Iran (bandiera) | A     | Borhan Abed             |
| 33 | Iran (bandiera) | D     | Hadi Chaharmiri U21     |
| 34 | Iran (bandiera) | A     | Mohammas Aboutorabi     |
| 40 | Iran (bandiera) | P     | Mohammad Amin Rezaei    |
| 64 | Iran (bandiera) | D     | Mehdi Rahimi U23        |
| 65 | Iran (bandiera) | C     | Milad Nouri             |
| 69 | Iran (bandiera) | D     | Milad Khodaei           |
| 70 | Iran (bandiera) | A     | Farzad Mohammadi        |
| 73 | Iran (bandiera) | D     | Seyed Mohammad Hosseini |
| 74 | Iran (bandiera) | A     | Farshad Biabani         |
| 77 | Iran (bandiera) | C     | Amin Khatibi U23        |
| 78 | Iran (bandiera) | C     | Atabak Zarei            |
| 91 | Iran (bandiera) | A     | Ata Karimpour U21       |
|    | Iran (bandiera) | P     | Abolfazl Darvishvand    |

## Palmarès

### Competizioni nazionali
- Campionato iraniano di terza divisione: 1

1975-1976
- Campionato di Tabriz: 6

1981-1982, 1984-1985, 1985-1986, 1986-1987, 1987-198, 1988-1989
- Coppa Hazfi di Tabriz: 6

### Altri piazzamenti
- Campionato iraniano di seconda divisione:

secondo posto: 2015-2016
- Campionato iraniano di terza divisione:

1993-1994
- Campionato di Tabriz:

secondo posto: 1980-1981, 1983-1984